# Parasynegia suffusa
Parasynegia suffusa är en fjärilsart som beskrevs av W. Warren 1893. Parasynegia suffusa ingår i släktet Parasynegia och familjen mätare. Inga underarter finns listade i Catalogue of Life.